# Château de Roscommon
Le château de Roscommon, situé en périphérie de l'actuelle ville de Roscommon, dans le comté de Roscommon en  Irlande a été bâti au XIIIe siècle par les Anglo-Normands. 
Agrandi et restauré plusieurs fois, il est aujourd'hui en ruine.
Il peut être visité gratuitement, les visites durent environ 30 minutes.